# The Siren
«The Siren» — четвёртый сингл с альбома Once финской симфоник-пауэр-метал-группы Nightwish. Песня была записана совместно с лондонским филармоническим оркестром и содержала множество экзотических инструментов, включая электрическую скрипку и ситар. В дополнение к этому Тарья Турунен использовала необычный для неё тип вокала, который никогда до этой песни не использовался Nightwish.

## Список композиций
Версии, выпущенные разными лейблами, отличались содержимым диска.

### Spinefarm Records
1. The Siren (edited)
2. The Siren (альбомная версия)
3. The Siren (живая запись)
4. Kuolema tekee taiteilijan (живая запись)

### Nuclear Blast Records
1. The Siren (edited)
2. The Siren (альбомная версия)
3. The Siren (живая запись)
4. Symphony of Destruction (живая запись)
5. Kuolema Tekee Taiteilijan (живая запись)

### Nems Enterprises
1. The Siren (edited)
2. The Siren (альбомная версия)
3. The Siren (живая запись)
4. Creek Mary' s Blood (оркестровая версия) (бонус-трек)
5. Symphony of Destruction (живая запись) (бонус-трек)

## Участники
- Туомас Холопайнен — композитор, клавишные
- Эмппу Вуоринен — гитара
- Юкка Невалайнен — ударные
- Тарья Турунен — вокал
- Марко Хиетала — бас-гитара